# Нижня Голубинка
Ни́жня Голуби́нка (до 1948 року — Ашаги-Фоті-Сала, крим. Aşağı Foti Sala) — село в Україні, у Бахчисарайському районі Автономної Республіки Крим. Підпорядковане Голубинській сільській раді. Розташоване на півдні району.

## Опис
У селі 5 вулиць. За даними сільради на 2009 рік площа села 30 гектарів, на який у 94 дворах проживало 264 особи.
Входить до складу ЗАТ (раніше радгоспу) Ароматний..
Пов'язане автобусним сполученням з Бахчисараєм, Севастополем та Сімферополем.

## Населення
Згідно з переписом УРСР 1989 року чисельність наявного населення села становила 74 особи, з яких 37 чоловіків та 37 жінок.
За переписом населення України 2001 року в селі мешкало 257 осіб.

### Мова
Розподіл населення за рідною мовою за даними перепису 2001 року:
| Мова              | Відсоток |
| ----------------- | -------- |
| кримськотатарська | 54,95 %  |
| російська         | 32,60 %  |
| українська        | 6,96 %   |
| інші              | 5,49 %   |

## Історія
Археологічні знахідки у районі села датуються першими століттями до н. е. Починаючи з ІІІ століття н. е. місцевість була заселен анащадками готів, що змішалися з автохтонним населенням. В пізніший час село входило до складу князівства Феодоро, в особисту вотчину володарів Мангупа Гаврасів. Найдавніша епіграфічна пам'ятка — напис на християнському надгробку цвинтаря на пагорбі Кільсе-Баїр («Церковний пагорб»), виявлений у 1914 році істориком та археологом Р. Х. Лепером, датується 1271 роком, там же виявлено залишки християнської церкви того ж часу. Неподалік археолог Н. І. Рєпніков виявив залишки ще двох храмів і цвинтар приблизно того ж часу.
У 1475 році село увійшло у Мангупський кадил Кефінського еялета (провінції) Османської імперії. Близько 1604 року у селі (і навколишніх селах) османи поселили католиків із захопленої ними Кафи. Генуезці, які знали латину, служили у хана послами у європейських державах. Останній італійський надгробок старого цвинтаря (місцева назва Френк-мезарлик — «цвинтар франків») датовано 1685 роком.
До кінця XVII століття нащадки генуезців розчинилися серед місцевого населення, перейнявши мову та релігію. Частина з них у 1778 році була насильно переселена російськими військами у Приазов'я.
До російської анексії Кримського ханства 1783 року село входило до Мангупського кадилика Бакчі-сарайського каймаканства. У Камеральному описі Криму 1784 року згадуються чотири села (приходи-маале) Феттах Сала.
За Відомістю про всі селища в Сімферопольському повіті, що складаються зі свідченням у якій волості скільки числом дворів і душ … від 9 жовтня 1805 року згадане село Фоті-Сала, в якому записано 34 будинки в яких проживало 245 кримських татар.
У «Списку населених місць Таврійської губернії за даними 1864 року», складеному за результатами VIII ревізії 1864 року, записана Фоті-Сала — казенне кримськотатарське село з 529 жителями у 169 дворах, з 4 мечетями та черепичним заводом при річці Бельбек.
18 травня 1944 року майже всі жителі села, кримські татари, були депортовані в Центральну Азію. У селі було «прийнято на облік» 128 будинків депортованих.
12 серпня 1944 року прийнято постанову № ГОКО-6372с «Про переселення колгоспників у райони Криму», і у вересні 1944 року в село приїхали перші новосели з різних областей України.
18 травня 1948 року указом Президії Верховної Ради РРФСР село Нижня Фоти-Сала перейменоване на Нижнє Заріччя, а хутір Нижній Фоти-Сала на Верхнє Заріччя.
До 1968 Нижнє Заріччя було об'єднано з Верхнім Заріччям і перейменовано в Нижню Голубинку.